# Aera
Aera est un magazine japonais hebdomadaire, imprimée en héliogravure et publié par l'Asahi Shimbun. Le magazine associe des photographies et informations. En mai 1988, Aera remplace Asahi Journal, un hebdomadaire plus important.
Eiichiro Sakata prend les photos de couverture pour Aera, mais lorsque la personne sur la couverture est un photographe, c'est un autoportrait.

## Personnalités dont le portrait a fait la couverture d'Aera

### Numéros de 1998
- 11 mai - Meja
- 8 juin - Jean Reno
- 28 juin - Ricky Martin
- Août - Joaquín Cortés
- Septembre - James Turrell
- Novembre - Yoshio Taniguchi
- Novembre - Alek Wek
- Novembre - Richard Branson

### Numéros de 1999
- 18 janvier - Philippe Starck
- 25 janvier - LeAnn Rimes
- 31 mai - Jewel
- 28 juin - Yayoi Kusama
- 15 novembre - Haley Joel Osment
- 29 novembre - Jane Birkin
- 13 décembre - Alina Kabayeva
- 20 décembre - Milla Jovovich

### Numéros de 2000
- 10 janvier - Carly Fiorina
- 17 janvier - Tatsuya Fujiwara
- 7 février - Andrew Weil
- 14 février - Carlos Ghosn
- 21 février - Sergio García
- 28 février - Daniel Keyes
- 13 mars - Gerhard Schröder
- 20 mars - Charlotte Church
- 27 mars - Yasser Arafat
- 17 avril - Yoshirō Mori
- 24 avril - Émilie Dequenne
- 8 mais - Ringo Shiina
- 29 mai - Rickson Gracie
- 12 juin - Robin Williams
- 30 juin - Enrique Iglesias
- 11 septembre - Valery Gergiev
- 18 septembre - Vladimir Poutine
- 2 octobre - Koji Murofushi
- 9 octobre - Desmond Morris
- 23 octobre - Nikita Mikhalkov
- 6 novembre - Hideki Shirakawa
- 13 novembre - Zhang Ziyi
- 4 décembre - Jeff Bezos

### Numéros de 2001
- 8 janvier - Tiger Woods
- 5 février - Ibrahim Ferrer
- 5 mars - Hiroyasu Shimizu
- 19 mars - Koichi Wakata
- 26 mars - Vladimir Ashkenazy
- 16 avril - Ichiro Suzuki, Tsuyoshi Shinjo
- 26 avril - Kitarō
- 7 mai - Ian Thorpe
- 14 mai - Junichiro Koizumi
- 28 mai - Karrie Webb
- 11 juin - Christian Bale
- 18 juin - Naomi Kawase
- 25 juin - Yoshida Brothers
- 27 août - Linus Torvalds
- 17 septembre - Hironobu Sakaguchi
- 5 novembre - Plácido Domingo
- 10 décembre - Nina Ananiashvili

### Numéros de 2002
- 4 février - Hamid Karzai
- 18 février - Donald Keene
- 25 février - John Cameron Mitchell
- 4 mars - José Carreras
- 25 mars - Muhammad Yunus
- 8 avril - Hideki Matsui
- 15 avril - Sepp Blatter
- 13 mai - Junichi Inamoto
- 20 mai - Morgan Freeman
- 3 juin - Alicia Keys
- 1er juillet - Kelly Chen
- 8 juillet - Tommy Lee Jones
- 22 juillet - Romano Prodi
- 19 août - Nicolas Cage
- 9 septembre - Cai Guo-Qiang
- 23 septembre - Mariko Mori
- 30 septembre - Megumi Yokota
- 7 octobre John Woo
- 21 octobre - Zico
- 28 octobre - Koichi Tanaka
- 9 décembre - Annika Sörenstam
- 22 décembre - Leonardo DiCaprio

### Numéros de 2003
- 6 janvier - Ayumi Hamasaki
- 17 février - Jon Bon Jovi
- 14 avril - Astro Boy
- 2 juin - Yuta Tabuse
- 16 juin - Keanu Reeves
- 14 juillet - t.A.T.u.
- 11 août - Lisa Marie Presley
- 8 septembre - Miuccia Prada
- 6 octobre - Alice Walker
- 24 novembre - Quentin Tarantino
- 22 décembre - Riccardo Muti

### Numéros de 2004
- 5 janvier - Hillary Clinton
- 19 janvier - Paula Radcliffe
- 26 janvier - Nigel Kennedy
- 9 février - Shigetoshi Hasegawa
- 16 février - Norah Jones
- 1er mars - Matthew Bourne
- 8 mars - Daniela Hantuchová
- 26 avril - Sofia Coppola
- 17 mai - Hiromi Uehara
- 5 juillet - Won Bin
- 12 juillet - Yūya Yagira
- 2 août - Tobey Maguire
- 20 septembre - Bill Clinton
- 4 octobre - Lester R. Brown
- 18 octobre - Jonny Wilkinson
- 30 octobre - Kosuke Kitajima
- 8 novembre - Ken Watanabe
- 29 novembre - Lee Byung-hun
- 13 décembre - Takuma Satō
- 20 décembre - Simon Rattle
- 27 décembre - Emmanuelle Béart

### Numéros de 2005
- 24 janvier - Gwyneth Paltrow
- 31 janvier - Andrew Lloyd Webber
- 21 février - Colin Farrell
- 7 mars - Alain Ducasse
- 14 mars - Peter Schreier
- 23 mai - Hayley Westenra
- 11 juillet - Jack Johnson
- 18 juillet - Bruno Ganz
- 7 novembre - Rei Asami
- 14 novembre - Dan Gillmor
- 21 novembre numéro spécial - Soichi Noguchi
- 28 novembre - Natsuhiko Kyogoku
- 5 décembre - Eric Schmidt
- 12 décembre - Frères Dardenne
- 19 décembre - Kaiji Moriyama
- 26 décembre - Li Yundi

### Numéros de 2006
- 2-9 janvier - Kotooshu Katsunori
- 16 janvier - Nikolaus Harnoncourt
- 23 janvier - Asashōryū Akinori
- 30 janvier - Takafumi Horie
- 6 février - Aoi Miyazaki
- 27 février - Shizuka Arakawa
- 6 mars - Noel Gallagher
- 13 mars - Toots Thielemans
- 27 mars - Wangari Maathai
- 10 avril - Kotaro Oshio
- 24 avril - Masahiko Fujiwara
- 29 mai - James Blunt
- 3 juillet - Juanes
- 23 octobre- Paula Creamer
- 13 novembre - Dominique Perrault
- 4 décembre - Bill Viola
- 11 décembre - Roger Federer
- 25 décembre - Beyoncé Knowles

### Numéros de 2007
- 22 janvier - Desmond Tutu
- 29 janvier - Michelle Wie
- 19 février - Al Gore
- 12 mars - George Soros
- 19 mars - Steve Chen, Chad Hurley
- 23 avril - Rinko Kikuchi
- 4 juin - Kirsten Dunst
- 6 août - M.I.A.
- 19 novembre - Takashi Murakami
- 3 décembre - Raul Midón

### Numéros de 2008
- 17 mars - Jude Law
- 12 mai - Namie Amuro
- 23 juin - B'z
- 14 juillet - Diablo Cody
- 10 novembre - Masumi Kuwata

### Numéros de 2009
- 16 janvier - Daisuke Matsuzaka
- 19 mars  - Hidetoshi Nakata
- 27 avril  - Liam Gallagher
- 3 août  - Lady Gaga
- 17 août - Richard Gere

## Source
- (en) Cet article est partiellement ou en totalité issu de l’article de Wikipédia en anglais intitulé « Aera (magazine) » (voir la liste des auteurs).